# Der Geisterseher (1923)
Der Geisterseher ist eine deutsche Stummfilm-Adaption des gleichnamigen literarischen Fragments von Friedrich von Schiller aus dem Jahre 1923. Die Vorlage wurde um einige Passagen durch den auf phantastische Stoffe spezialisierten Hanns Heinz Ewers ergänzt.

## Handlung
Die Verfilmung hält sich längst nicht an alle Vorgaben, sondern nur an den Grundzügen an das Schillersche Fragment. Ein mysteriöser Fremder reist nach Venedig, um dort den deutschen Prinzen Alexander aufzusuchen. Er teilt diesem mit, dass sein Vetter, bisheriger Kronprätendent eines kleinen deutschen Herzogtums, verstorben und somit Alexanders Weg auf den Thron frei sei. Der in morganatischer Ehe verheiratete Verstorbene hinterlässt eine Witwe, die der Unbekannte bereits unter seinen Einfluss gebracht hat. 
Sie soll den Prinzen Alexander dazu bringen, den vom Herzog als Thronnachfolger auserkorenen Sohn des Verstorbenen auszubooten, während der machthungrige Fremde die ehemalige Kronprinzessin zu ehelichen gedenkt, um selbst den Thron zu besteigen. Um dieses ehrgeizige Ziel zu erreichen, ist der Unbekannte sogar bereit, all sein Wissen von schwarzer Magie einzusetzen. Doch die Macht der Liebe zwischen dem Prinzen und seiner Veronika ist stärker als all die finsteren Intrigen des namenlosen Strippenziehers, und so können die beide einer glücklichen Zukunft entgegensehen.

## Produktionsnotizen
Der Geisterseher entstand mit Außenaufnahmen in Potsdam (Schloss Sanssouci) und Venedig. Der Film passierte die Filmzensur am 27. Juli 1923 und wurde drei Monate darauf in Berlins Primus-Palast uraufgeführt. Die Länge des mit Jugendverbot belegten Sechsakters betrug 2131 Meter.
Robert A. Dietrich entwarf die Filmbauten.

## Kritik
Die österreichische Fachpublikation Das Kino-Journal meinte: „Ausgezeichnet verkörpert Suzanne Marwille die Gestalt der Veronika und glänzend ist Georg Schnell als der geheimnisvolle Unbekannte. Ferdinand Alten gab dem Prinzen Alexander eine fühlbare Innerlichkeit (…) Auch die übrige Darstellung ist durchaus musterhaft. Ausgezeichnet klar und plastisch brachte die Photographie dies alles zur Geltung.“